# Glossaire de la sculpture ornementale
Ce glossaire reprend les termes employés en sculpture ornementale et en sculpture architecturale pour les motifs ornementaux, les ornements, les outils ainsi que le métier du sculpteur ornemaniste.
- Haut – A
- B
- C
- D
- E
- F
- G
- H
- I
- J
- K
- L
- M
- N
- O
- P
- Q
- R
- S
- T
- U
- V
- W
- X
- Y
- Z

## A

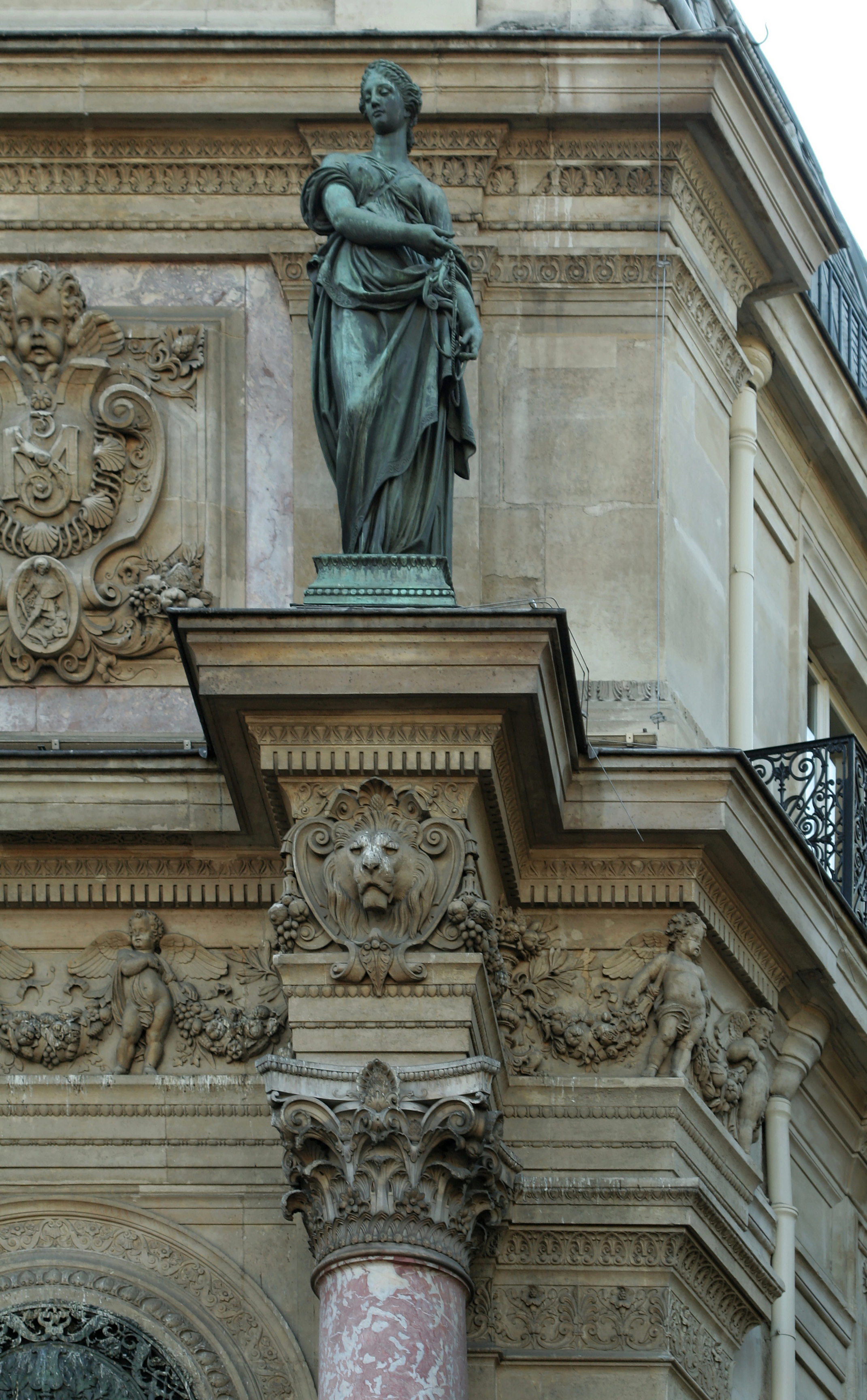
Amortissement de la colonne de droite de la fontaine Saint-Michel de Paris.

- Acanthe : voir feuille ; voir planche Ire.
- Agrafe : ornement avec un enroulement et feuille que l'on taille sur une clef en saillie au-dessus d'une baie de porte, de fenêtre[1],[P 1].
- Amortissement  : boule, vase, candélabre ou autre partie de sculpture, formant le couronnement d'un ouvrage[P 1].
- Arceau : ornement en forme de trèfle, que l'on taille sur une doucine[P 1].
- Atlante :  figure masculine sculptée qui supporte une charge.

## B
- Bas-relief  : figures ou ornements attachés à un fond, et qui portent plus ou moins de saillie, selon le plan qu'ils occupent dans le sujet[P 1].
- Briquets : ornement que l'on nomme aussi trèfle et qui se taille sur une doucine[P 1]. Voir Planche Ire.

## C

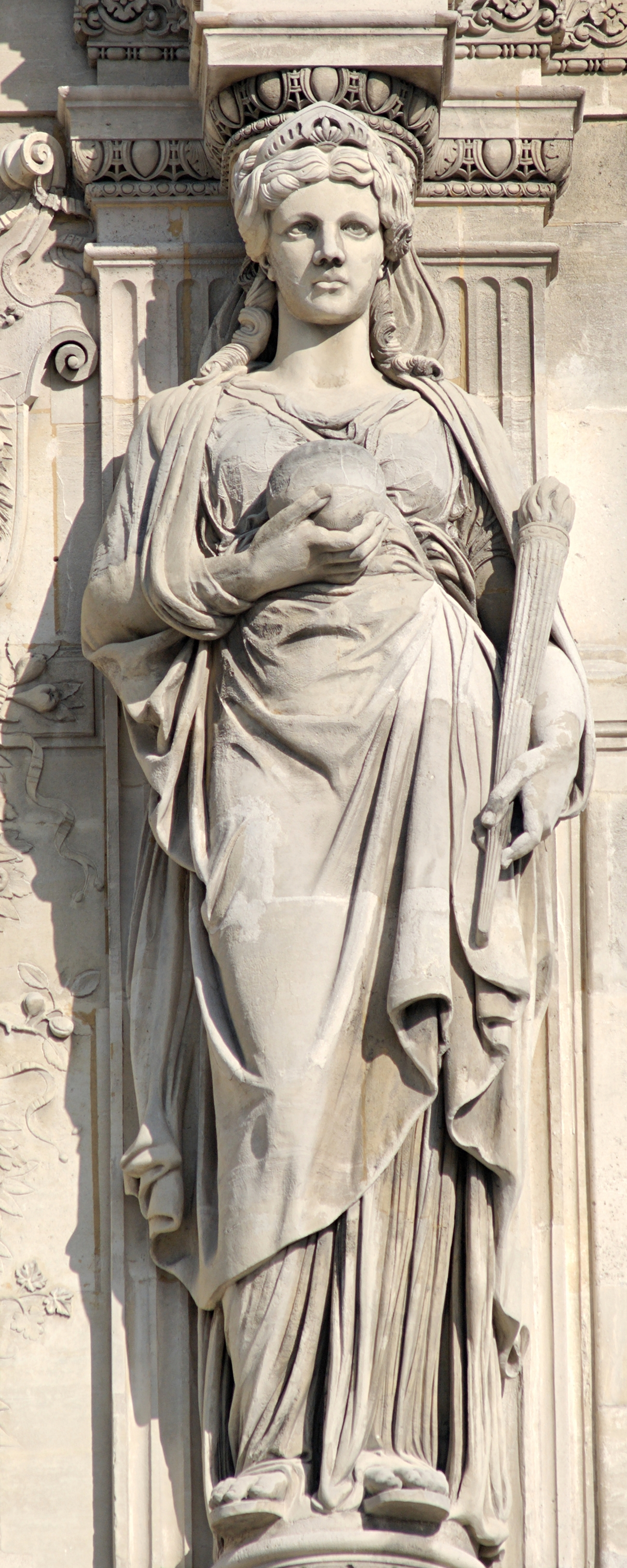
Cariatide, Paris, palais du Louvre, pavillon Turgot.

- Campanet : ornement en forme de houpe ou de cloche[P 2].
- Canneau : voir godron.
- Cartouche : ornement en forme de carte avec des enroulements, sur lequel on grave une inscription ou sur lequel on sculpte un chiffre, un bas-relief  ou des armoiries[P 2].
- Cariatides : figures de femmes entières et vêtues, ou faites en gaine par le bas, que l'on emploie en place de colonnes ou de pilastres, pour porter un entablement, un balcon, etc.[P 2].
- Cassolette : vase sculpté, isolé ou en bas-relief, servant d'amortissement, surmonté de flammes ou de fumée[P 2].
- Chapelet : baguette taillée de petites boules en forme de perles, ou de grains ovales en forme d'olives avec des pirouettes "[P 2]. Voir Planche Ire.
- Chimère : figure idéale ayant la tête d'un lion, le corps d'une chèvre et la queue d'un dragon[P 2].
- Chute : paquet de feuilles, de fleurs ou de fruits sculptés en ornement, et pendant sur un chapiteau ionique moderne, sur un bas-relief, etc.[P 2]. Voir aussi Guirlande.
- Console : pièce servant généralement à soutenir une structure en saillie (oriel, bow-window, logette, balcon, statue) ; peut être un ornement sans fonction particulière. Souvent galbé en forme de « S ». Plus grande que le corbeau, ou le modillon.
- Corbeau : pièce structurelle de pierre, de bois ou de métal qui dépasse d'un mur pour supporter un poids supérieur, un type de support. Un corbeau est une pièce solide de matériau dans le mur, tandis qu'une console est une pièce appliquée à la structure.
- Cordelière : baguette sculptée en manière de corde à puits [P 2]. Voir Planche Ire.
- Coupe : vase moins haut que large, ayant un pied et servant de couronnement[P 2].
- Culot : ornement en manière de tigette, d'où sortent des rinceaux de feuillage, et qui s'emploie dans les frises, les bas-reliefs et entre d'autres ornements, comme rosaces, postes, entrelacs, etc.[P 2]. Voir Planche Ire.

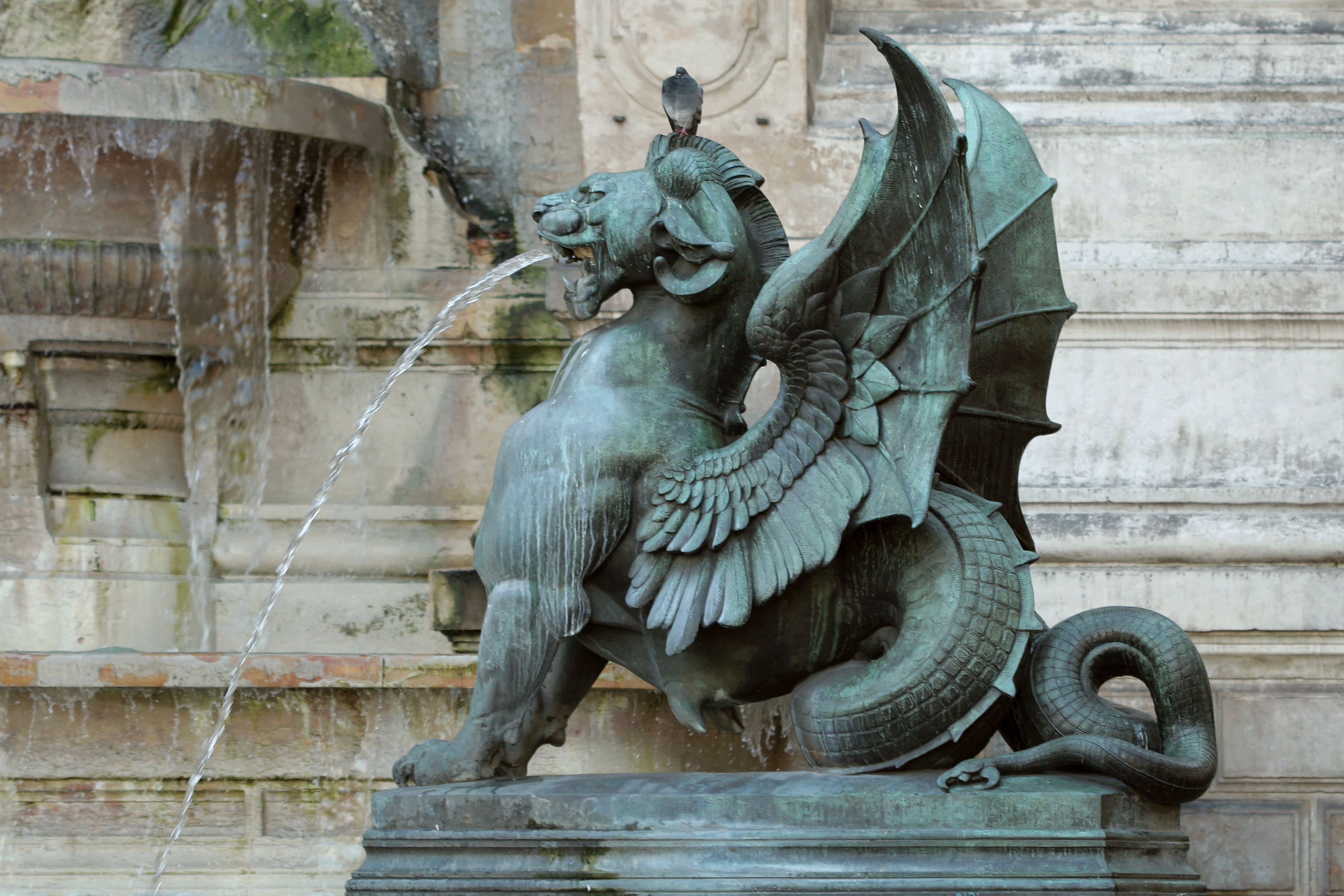
Henri-Alfred Jacquemart, chimère ailée (1860), fontaine Saint-Michel de Paris.
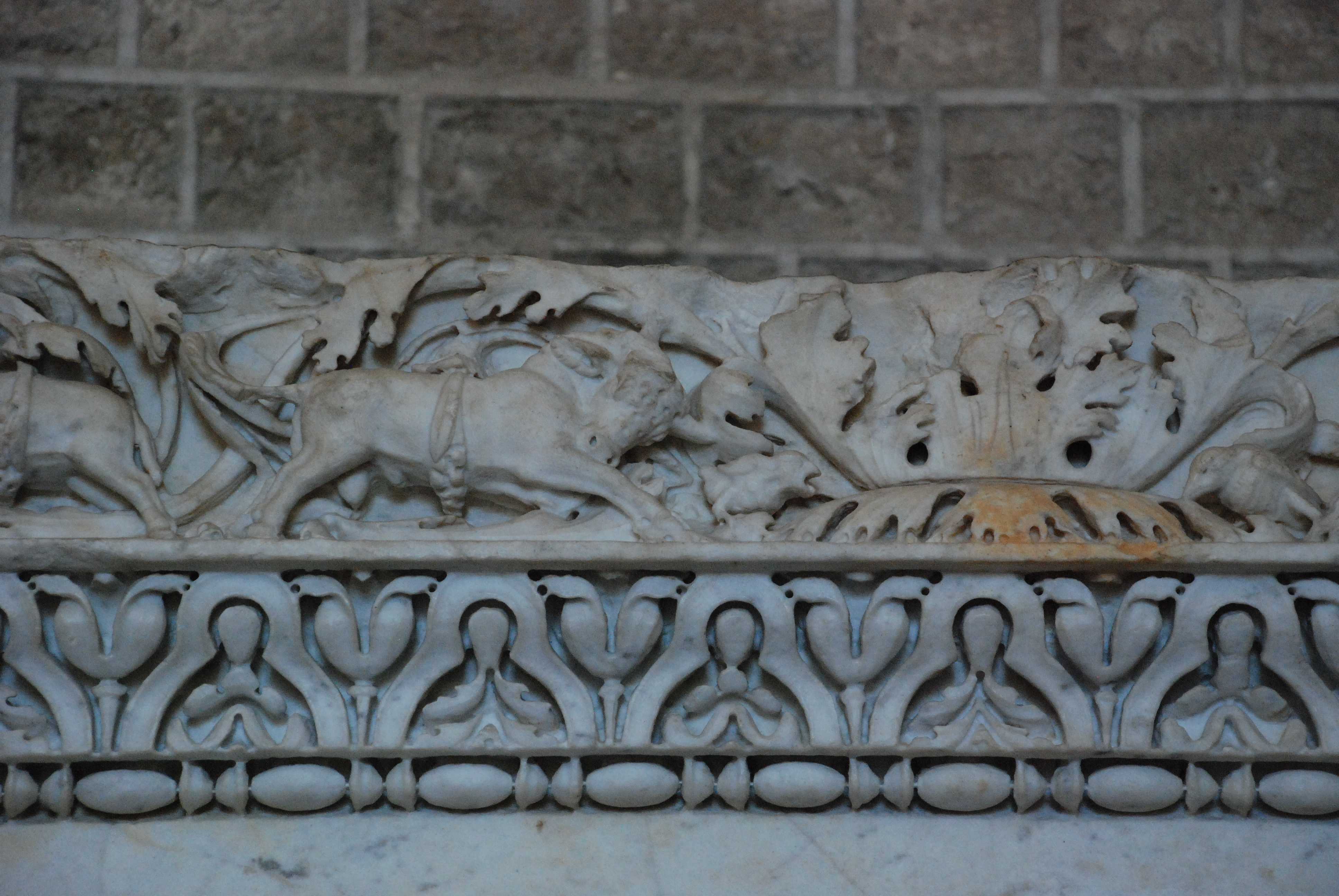
Rais de cœur, chapelet avec olives et pirouettes, Palestrina, musée national d'archéologie prénestine.

## D

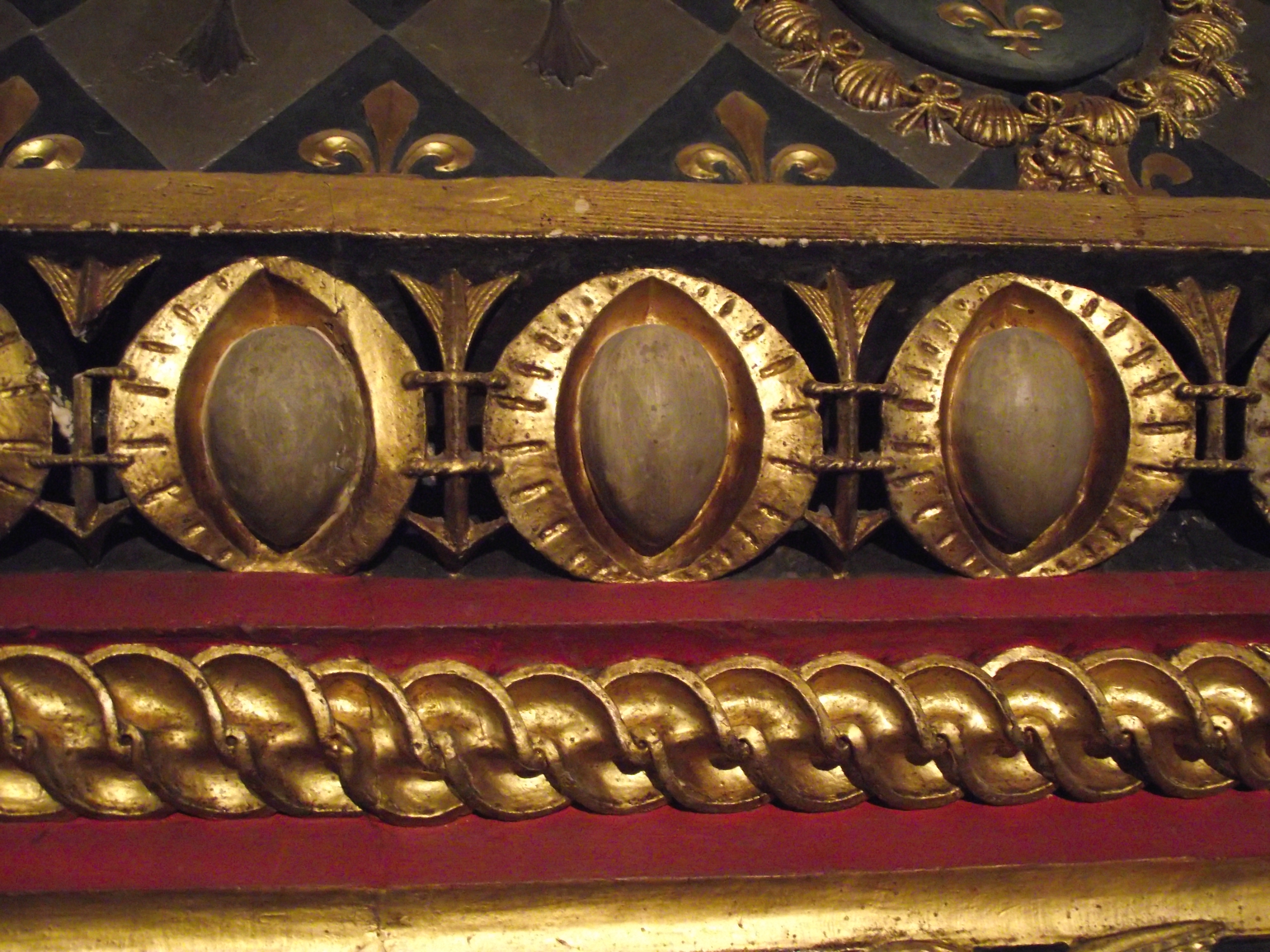
Oves, coquilles et dards, détail de la cheminée de la grande salle de l'hôtel d'Alluye à Blois.

- Dard : ornement que l'on sculpte entre des oves sur un quart-de-rond[P 3]. Voir Planche Ire.
- Dégrossir : faire la première ébauche d'une masse que l'on veut sculpter[P 3].
- Demi-bosse : dans un bas-relief, les parties de sculpture qui sont détachées et plus saillantes que d'autres[P 3].
- Dent de chien : ciseau propre à la sculpture, dont l'extrémité est fendue en deux parties - On le nomme aussi double pointe[P 3].
- Doucine : moulure. Voir Planche Ire.

## E
- Ébauche : commencement de l'ouvrage à sculpter[P 3].
- Ébauchoir : deux outils dont la forme et l'usage sont différents; l'un est un morceau de bois ou d'ivoire uni, en forme de palette, servant à modeler en terre ou en cire; l'autre est un outil d'acier, en forme de ciseau à dent, servant à breteler la sculpture, c'est-à-dire à sillonner sa surface pour qu'elle ne soit pas lisse[P 3].
- Écaille : ornement en forme d'écaille de poisson, que l'on taille sur des moulures rondes, telles qu'un astragale[P 3]
- Échine : voir Oves.
- Écossas : sorte de feuille convexe formant palmette[P 3]. Voir Planche Ire.
- Enlevure : synonyme de relief[P 3].

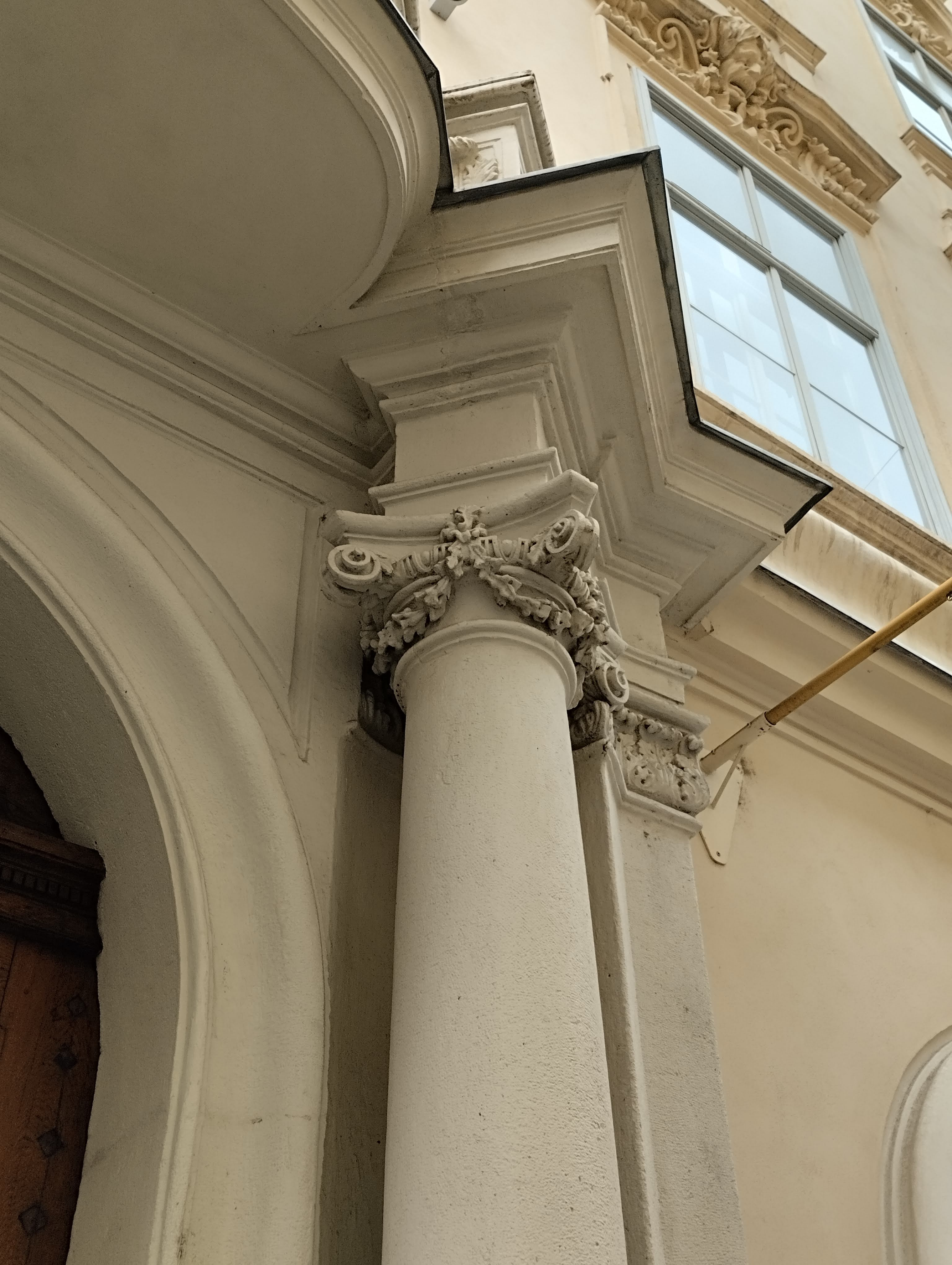
Entablement

- Entablement: la partie appuyée par une colonnade qui se situe entre le chapiteau et la corniche.
- Entrelacs : listels simples ou doubles, ou listels et fleurons, liés et croisés les uns sur les autres, qu'on taille sur une moulure ovale et dans une frise[P 3]. Voir Planche Ire.
- Épanneler : dégrossir la matière que l'on veut sculpter, en jetant bas avec la scie ou le ciseau les premières masses superflues[P 3].
- Esquisse : modèle de sculpture en terre ou en cire[P 3].

## F

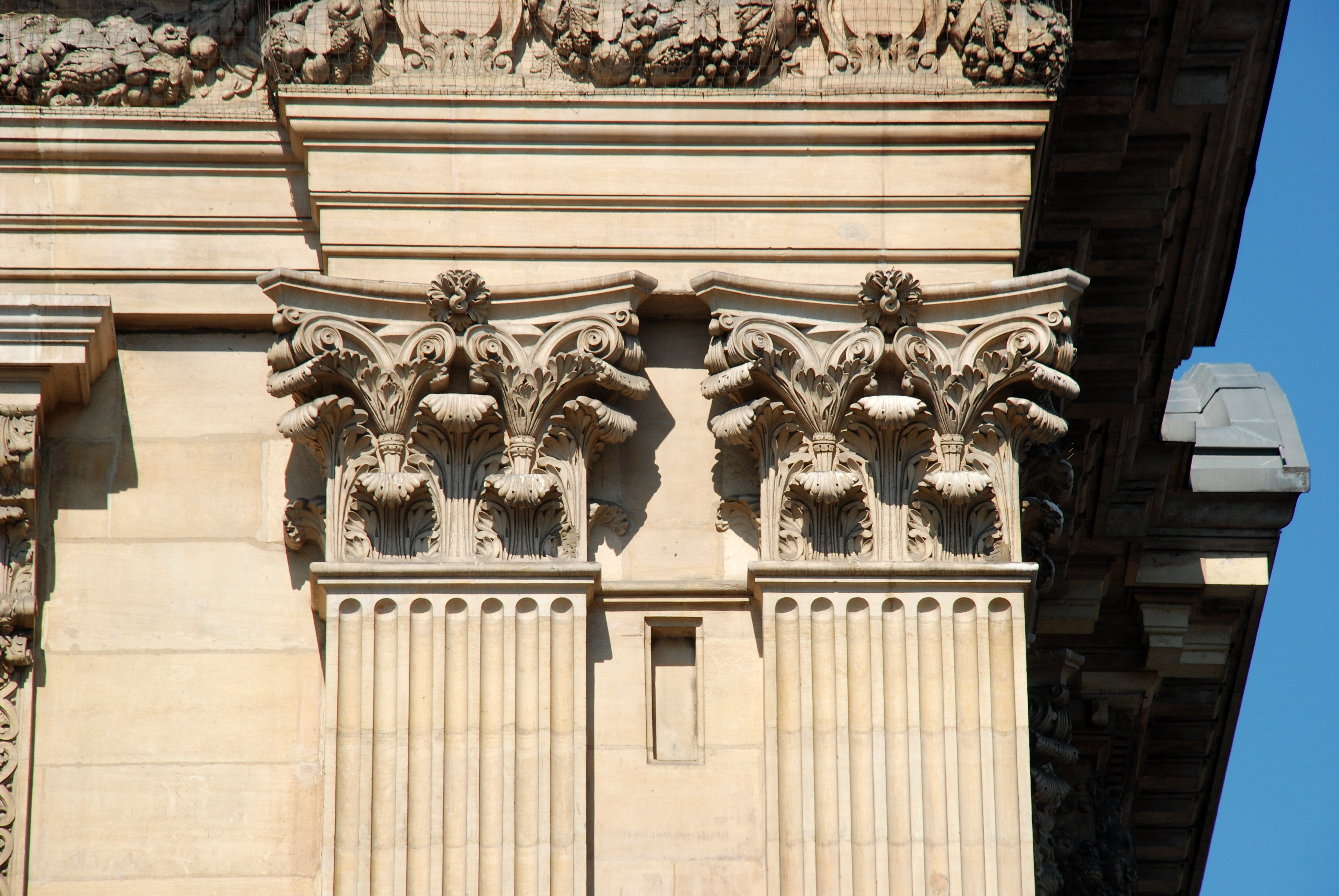
Feuilles d'acanthe, bourse de Bruxelles.

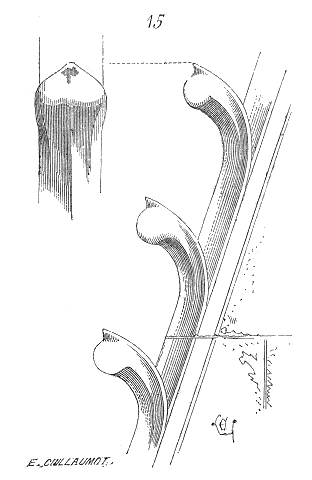
Feuilles d'eau, cathédrale Saint-Pierre de Beauvais.

- Fers : nom des outils qui servent à retondre, c'est-à-dîra à finir ou à repasser le fond et le contour des ornements[P 3].
- Feston : ornement qui représente des fleurs et des fruits liés ensemble[P 4].
- Feuille : ornement représentant des feuilles naturelles ou artificielles: telles sont celles du laurier, du chêne, de l'acanthe, du persil; celles des rinceaux[P 4].
  - Feuille de refend : feuilles dont le contour est uni[P 4].
  - Feuille d'eau : feuilles simples et ondées[P 4]. Voir Planche Ire.
  - Feuille galbée : cette feuille à un beau contour à son extrémité supérieure[P 4].
  - Feuille d'angle : feuille taillée à l'extrémité d'une moulure[P 4]. Voir Planche Ire.
- Fleuron : fleurs et feuilles imaginaires sans imitation de la nature, que l'on sculpte dans des frises, sur des pilastres, etc.[P 4].
- Fouillée : parties qui ont un grand relief, et qui sont fortement évidées[P 4].
- Fronton:  le fronton est un ornement, souvent de forme triangulaire, qui est généralement placé au-dessus de l'entrée d'un édifice, d'une travée, d'une porte ou d'une fenêtre.

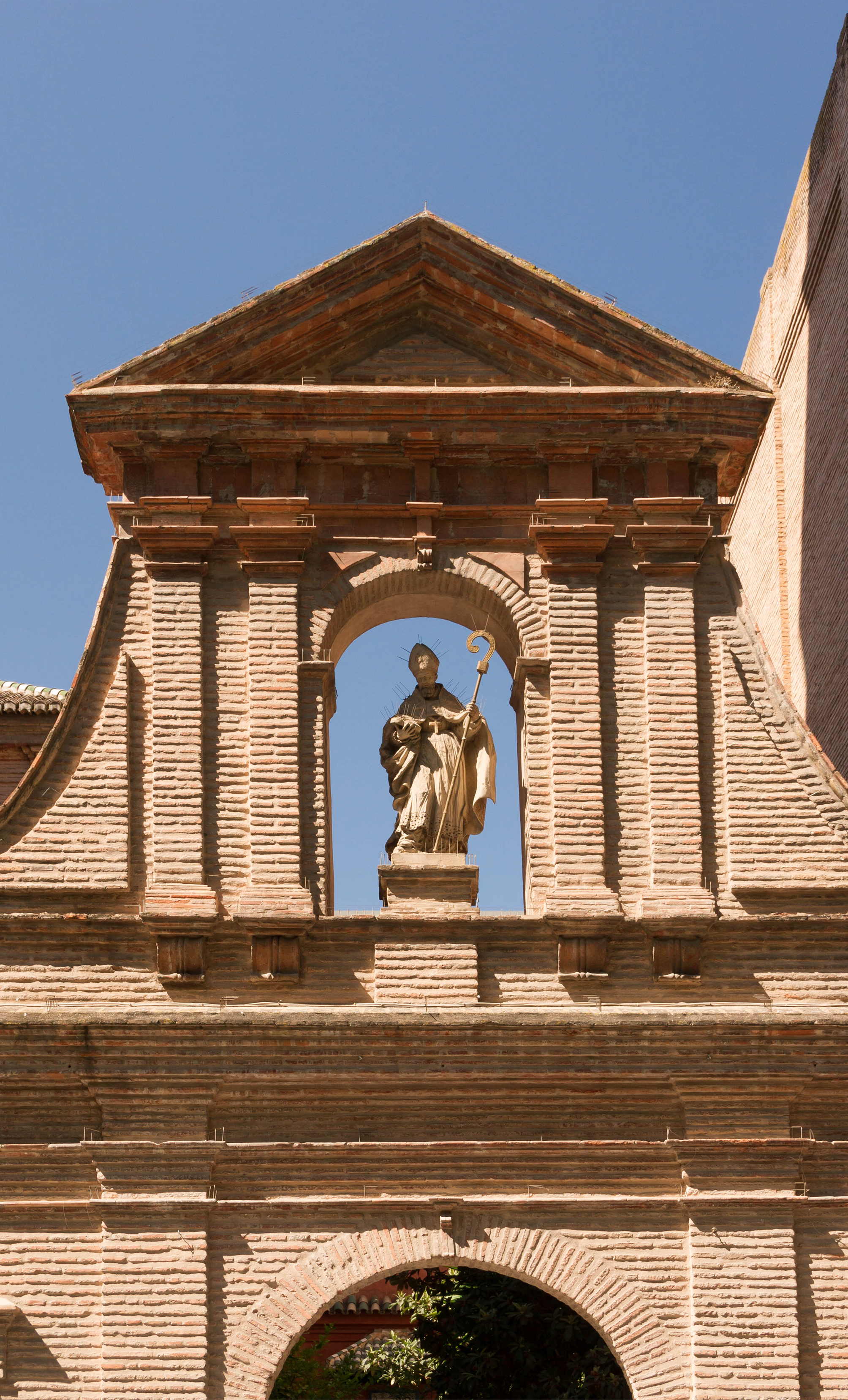
Fronton de l'évêque Notre-Dame des Douleurs, Grenade, Espagne.
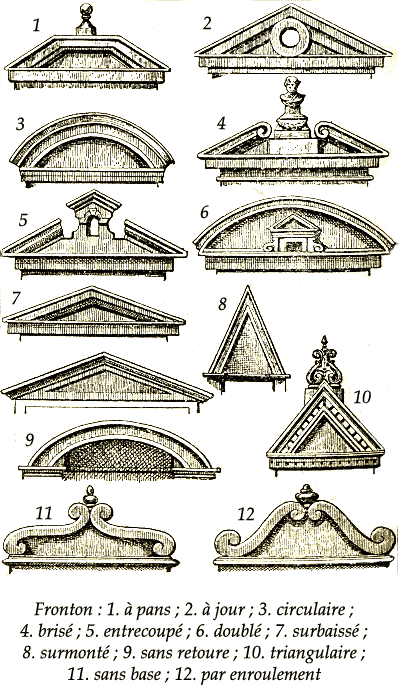
Différents frontons

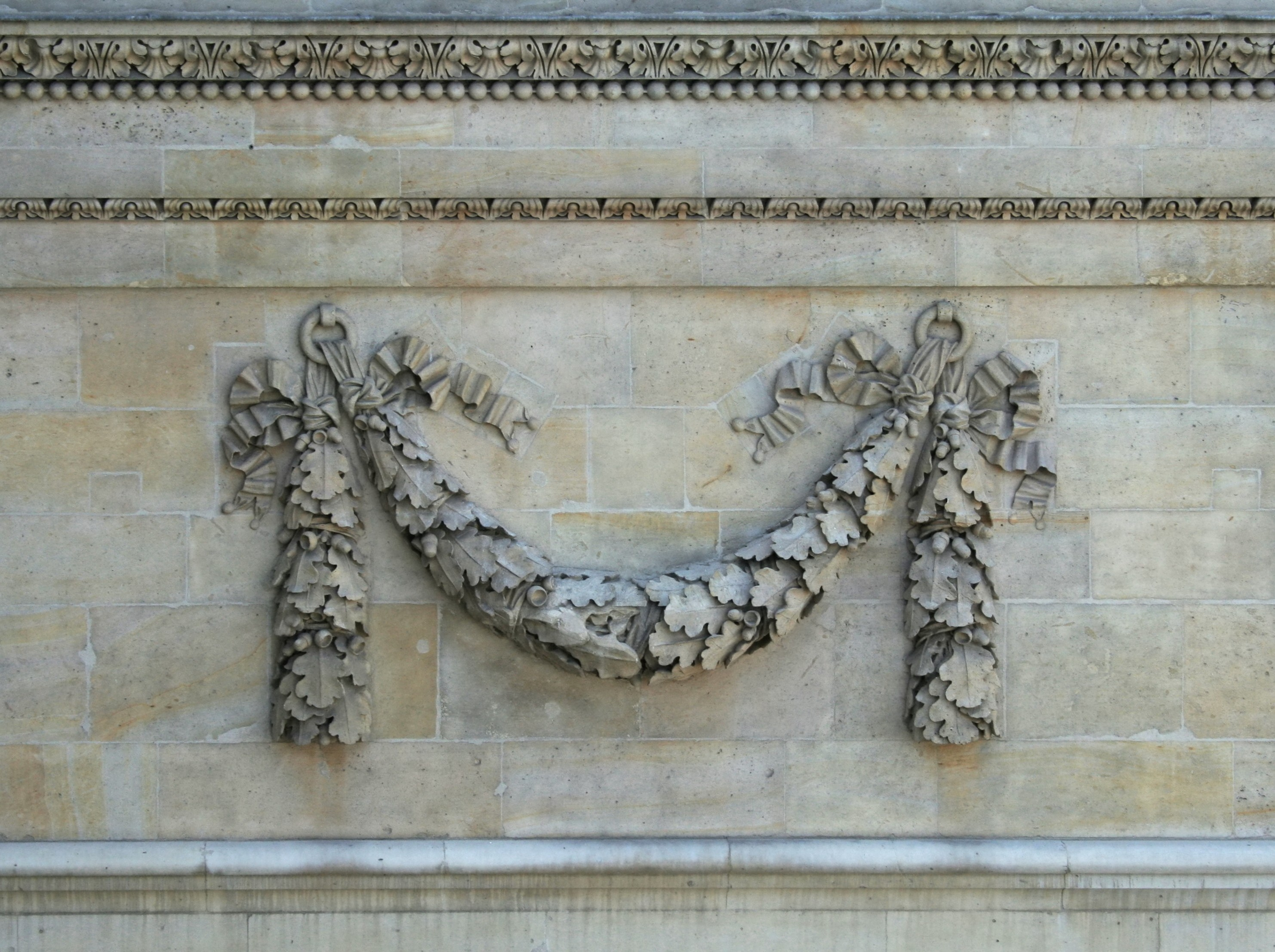
Feston, Panthéon de Paris.
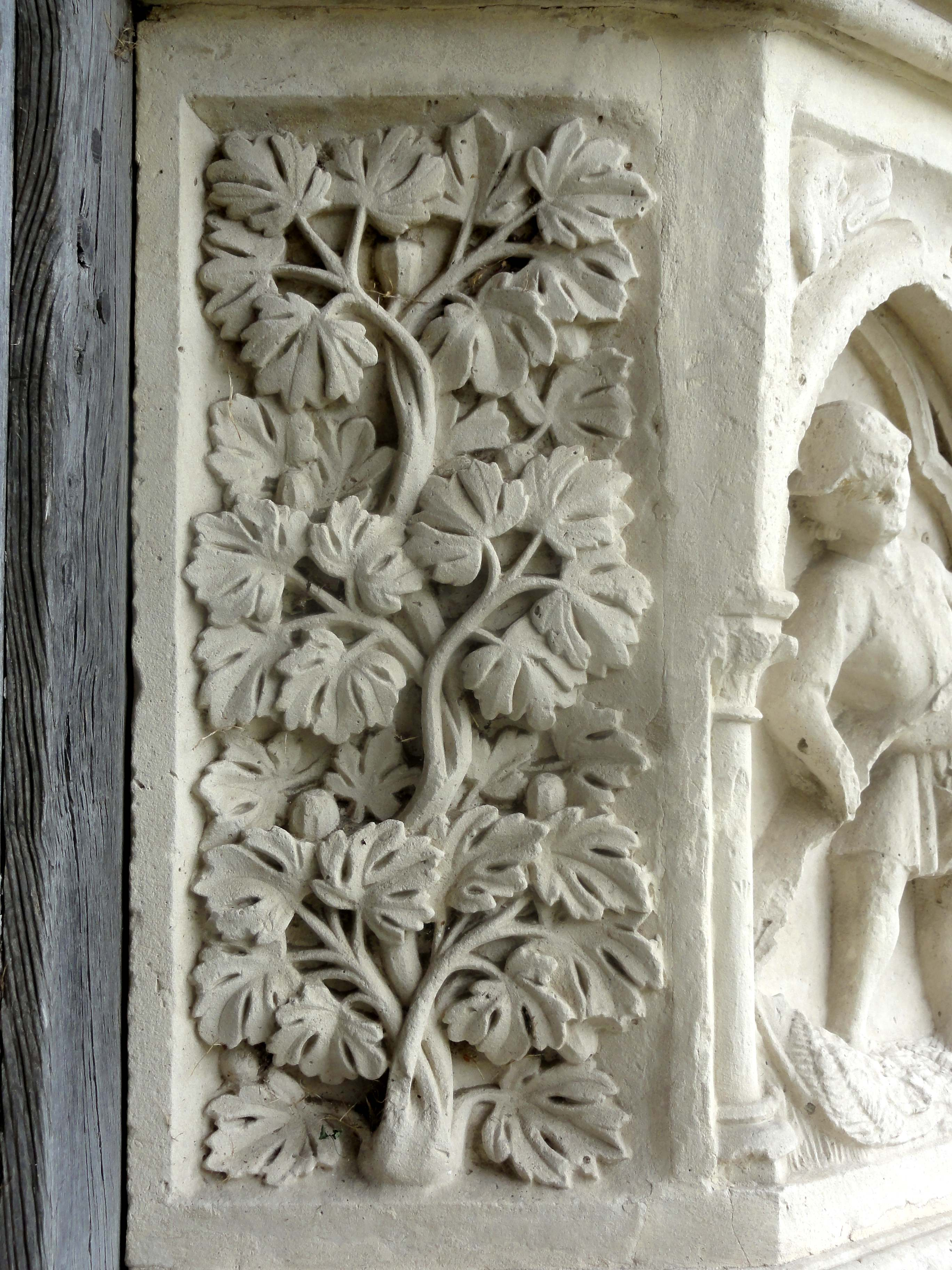
Rinceaux, feuilles de persil, église Saint-Éliphe de Rampillon.

## G
- Gaine : partie inférieure d'un terme[P 4].
- Génie : figures d'enfants ailés. Ceux dont le bas du corps est terminé par des rinceaux se nomment génies fleuronnés[P 4].
- Godron : ornement qui à la forme d'un demi-œuf, mais qui est plus allongé. Il en est de creux, en relief, de fleuronnés et en noyau[P 4]. Voir Planche Ire.
- Gouge : ciseau de fer ayant un manche de bois, servant à sculpter les parties concaves ou convexes[P 4].
- Goutte : petit cône ou pyramide carrée, représentant des gouttes d'eau, que l'on taille sous le plafond de la corniche dorique, an bas d'un triglyphe, d'un modillon, d'une console[P 4]. Voir Planche Ire.
- Gradine : ciseau d'acier à trois dents dont on se sert après avoir fait usage de la double pointe[P 4].
- Grattoir : instrument d'acier plat et dentelé, droit ou recourhé d'un bout, avec un manche de bois de l'autre, serrant à gratter et à nétoyer le fond et les contours de la sculpture[P 4].
- Gravure : ouvrage de sculpture de peu de profondeur[P 5].

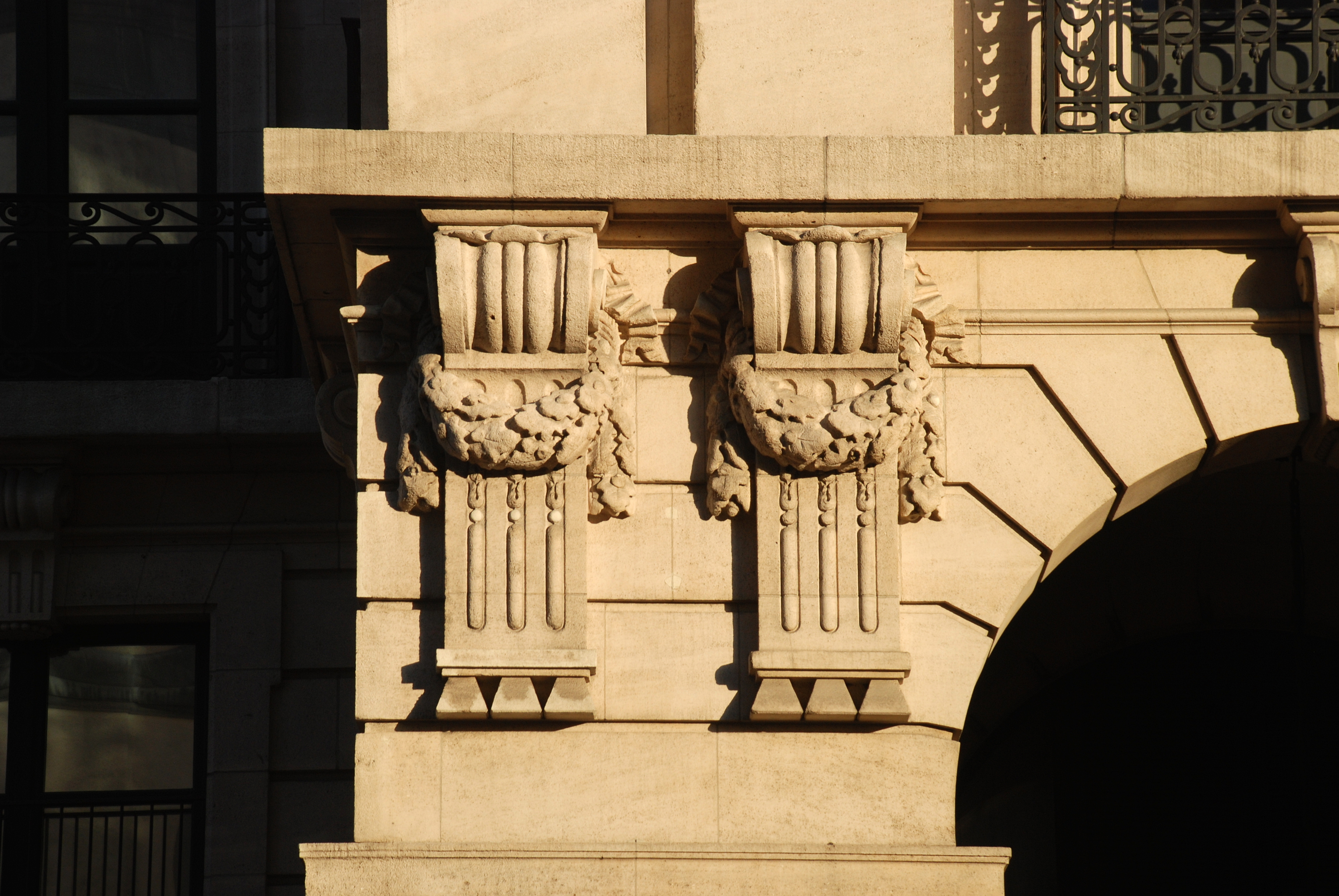
Consoles à triglyphe et à gouttes de style néoclassique

## H
- Hongnette : ciseau carré et pointu servant à tailler le fond des feuilles et autres parties d'omemeng[P 5].

## K
- Kouros : statue antique d'un jeune homme nu, datant de la période archaïque de la Grèce.

## M

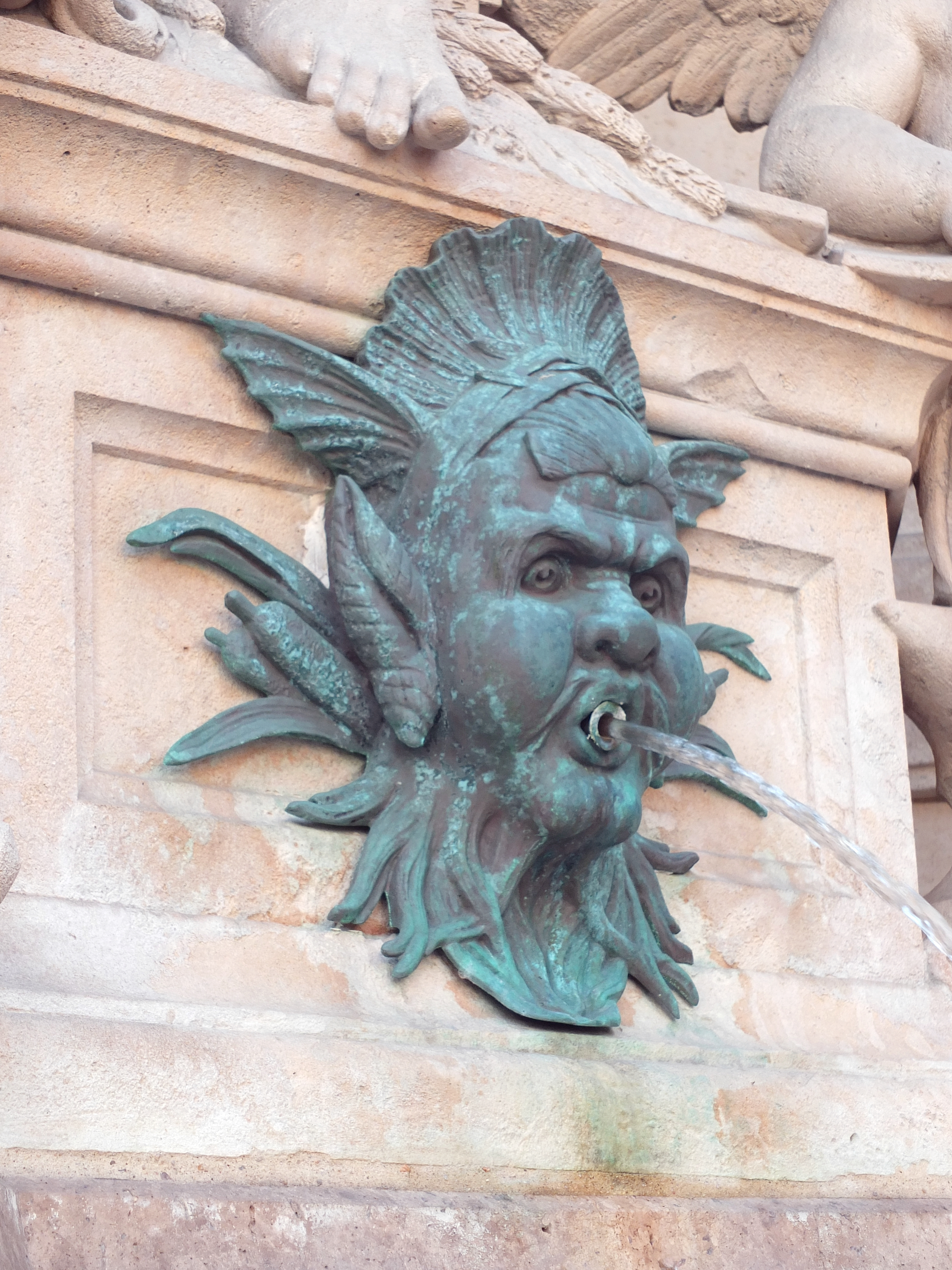
Mascaron, fontaine de l'hôtel Cail à Paris.

- Maillet : gros billot de bois dur emmanché, servant à frapper sur la tête des ciseaux[P 5].
- Mascaron : masque représentant un visage grotesque et/ou de fantaisie[P 5].
- Médaillon : cadre rond ou ovale dans lequel est sculpté en bas-relief une tête ou un chiffre[P 5].
- Modillon :

## N
- Nervure : côte saillante des feuilles d'ornements, représentant la tige d'une plante naturelle. Aussi les moulures rondes taillées sur le contour d'une console[P 5].

## O

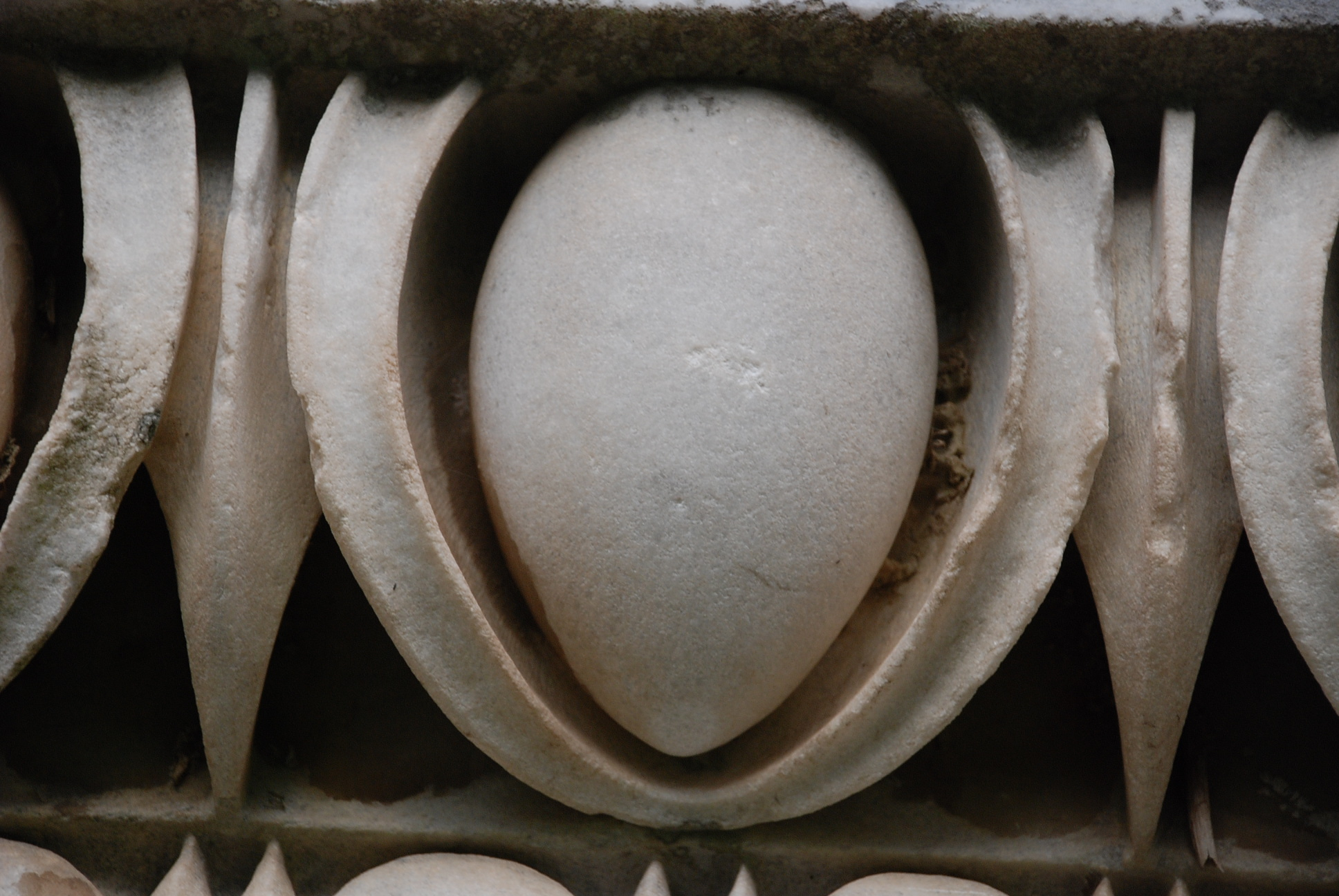
Oves et coquilles séparés par des dards, Ostie, Capitole.

- Ornement : tout ouvrage de sculpture employé dans l'architecture[P 5].
- Ornements en relief : ceux qui sont taillés en saillie sur les moulures. En creux, ce sont ceux qui sont fouillés dedans[P 5].
- Ove : ornement de la figure d'un œuf dans sa coque, que l'on taille avec d'autres ornements, tels que feuillage, fleurons, dards, sur la moulure nommée ove ou quart-de-rond. Il en est à simple et à double nervure[P 5]. Voir Planche Ire.

## P
- Palme : représentation d'un rameau en feuille[P 6].
- Palmette : ornement en forme de feuille de palmier avec culot que l'on taille sur une doucine ou dans une frise[P 6].Voir Planche Ire.
- Pampre : ornement composé de feuilles de vigne et de grappes de raisin qui accompagne un tirse ou autre partie[P 6].
- Panache : ornement représentant des plumes d'autruche[P 6].
- Plastique (arts plastiques) : art qui consiste à modeler toute sorte de figures en plâtre, en terre, en stuc[P 6].
- Poinçon : outil d'acier d'une longueur quelconque, affuté en pointe demi-ronde et qui sert à ébaucher l'ouvrage[P 6].
- Pointe : ciseau pointu servant à ébaucher la sculpture ou à percer des trous[P 6].
- Poste : listel formant un enroulement continu, accompagné ou non de fleurons ou culots que l'on sculpte dans une frise ou dans d'autres parties droites et unies[P 6]. Voir Planche Ire.

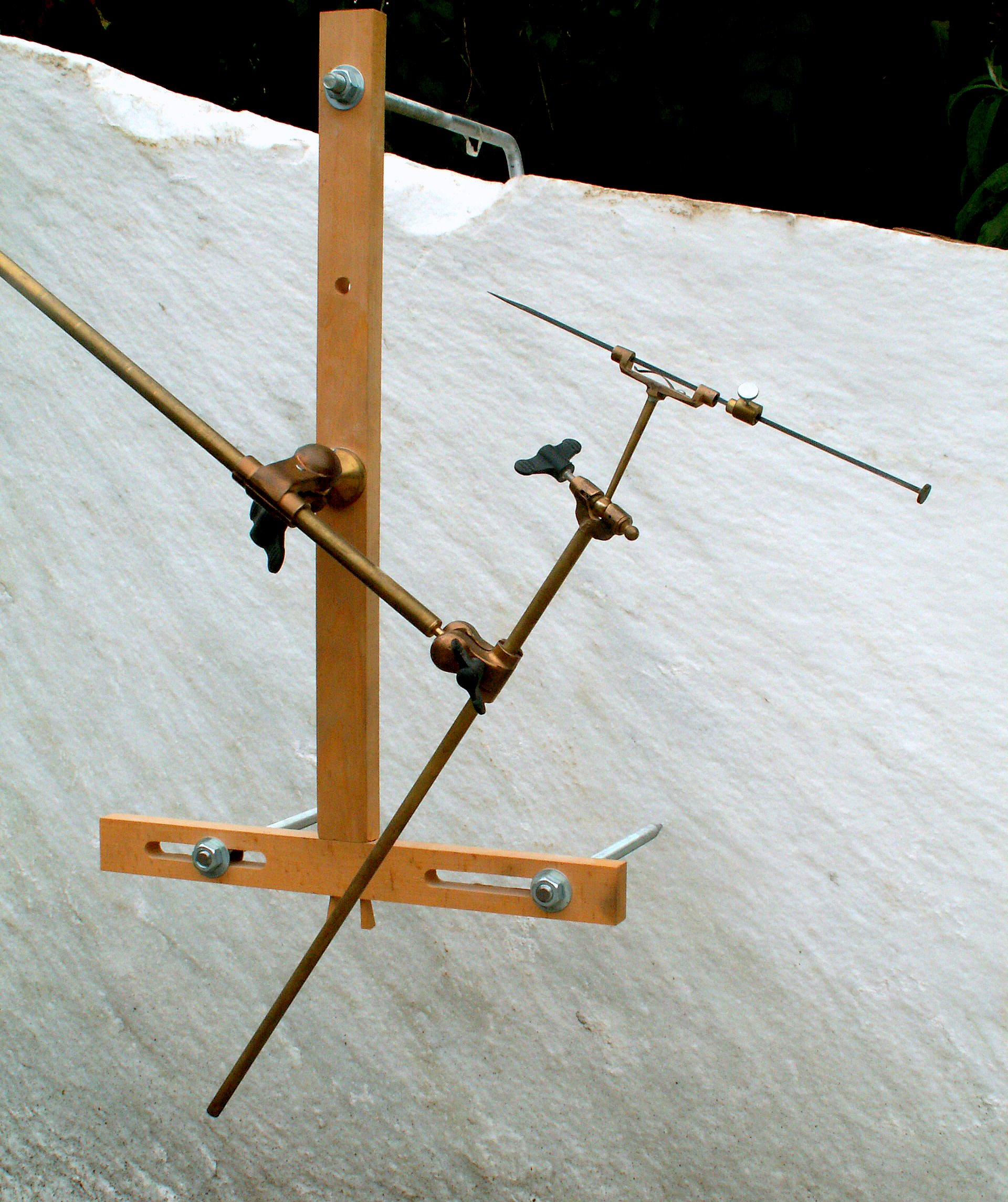
Pantographe: C'est un instrument de mesure utilisé par les sculpteurs de pierres et les ébénistes pour reproduire précisément des originaux fabriqués en grès, argile ou cire, qui servent de modèles à des copies en bois ou en pierre de taille.  - Le pantographe des sculpteurs ou machine à mettre au point.
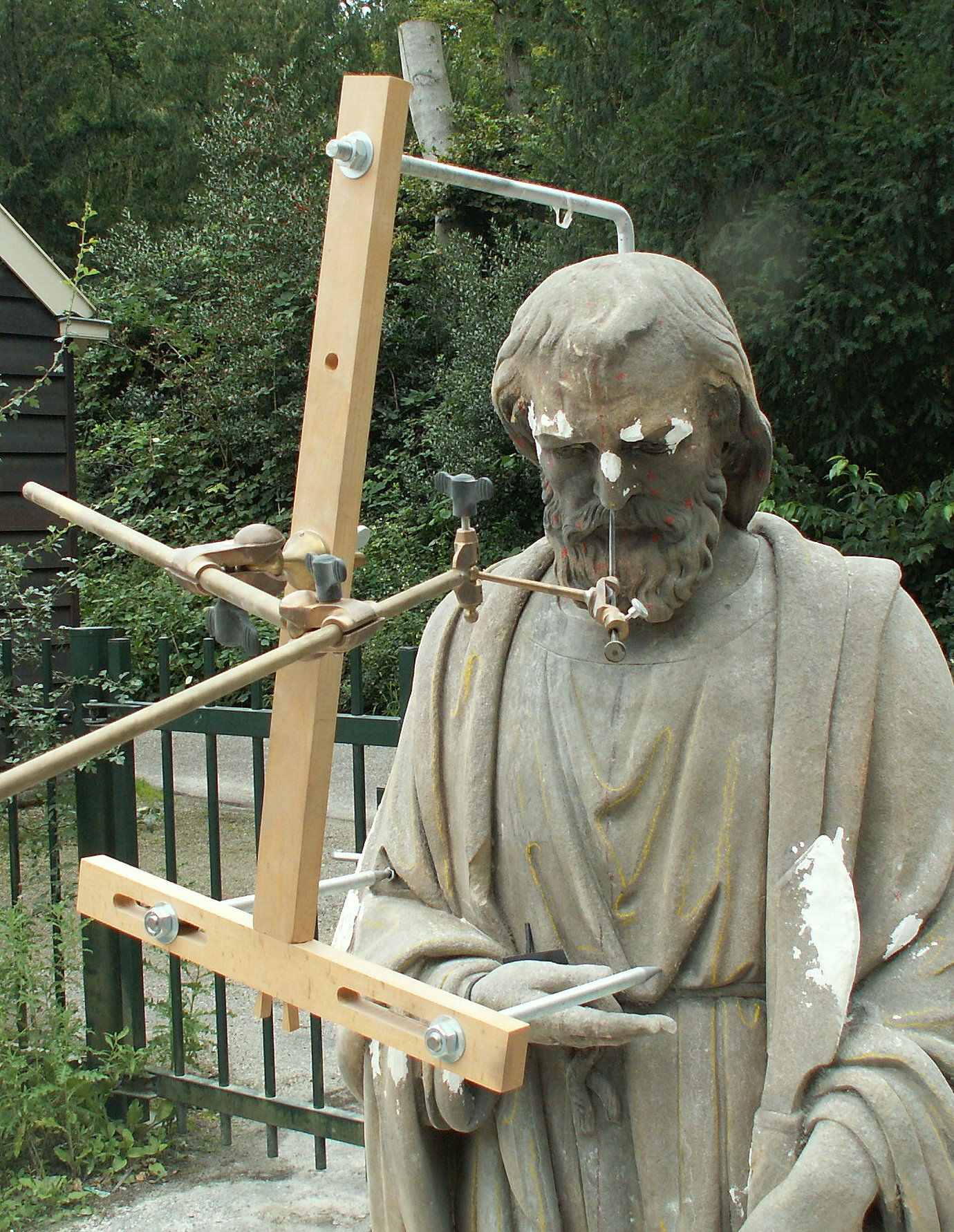
Le pantographe des sculpteurs.
  - Le pantographe des sculpteurs.

## Q
- Quart de rond : moulure. Voir Planche Ire.

## R

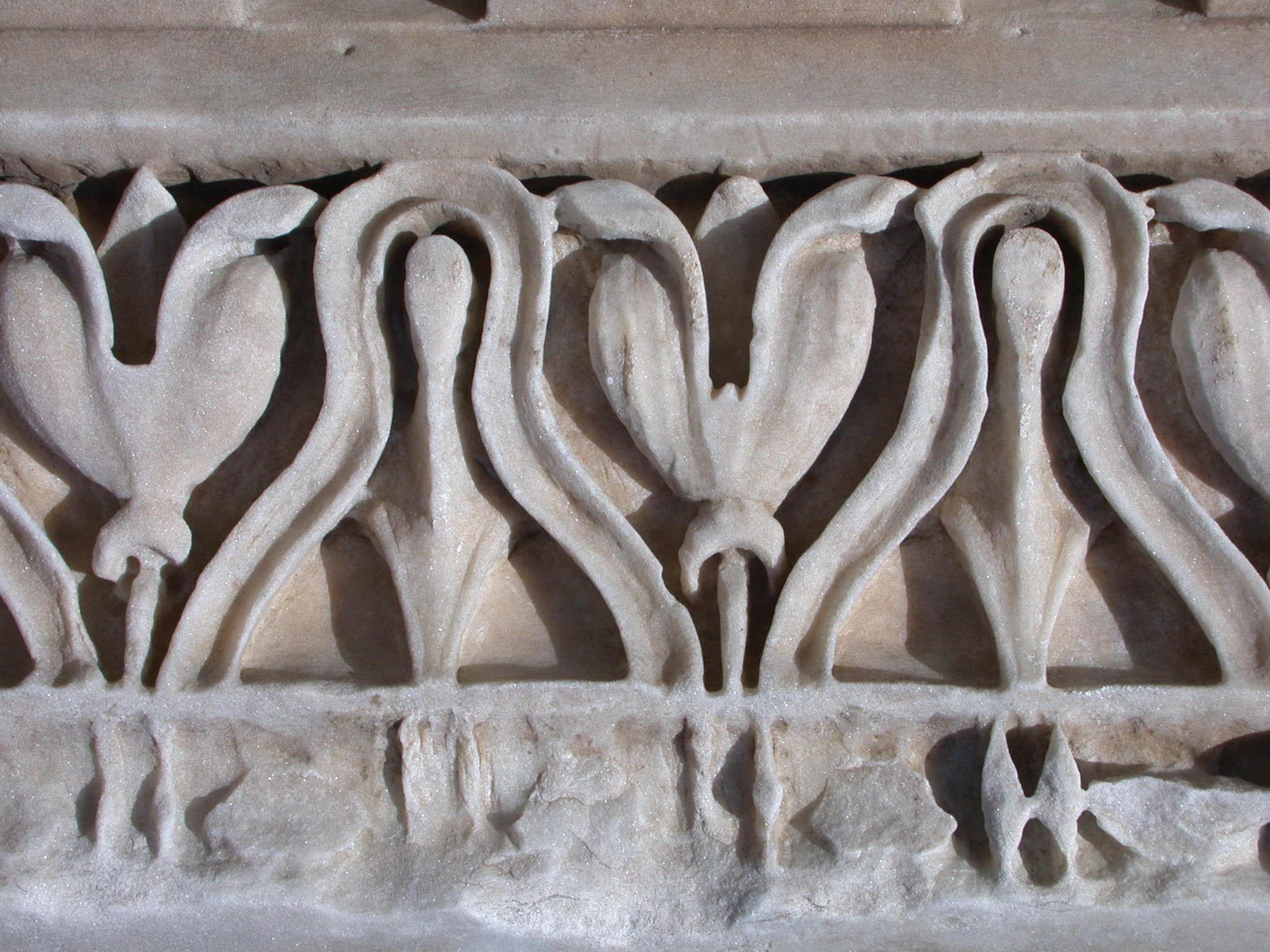
Rais de cœur en étrier, Rome, forum de Trajan.

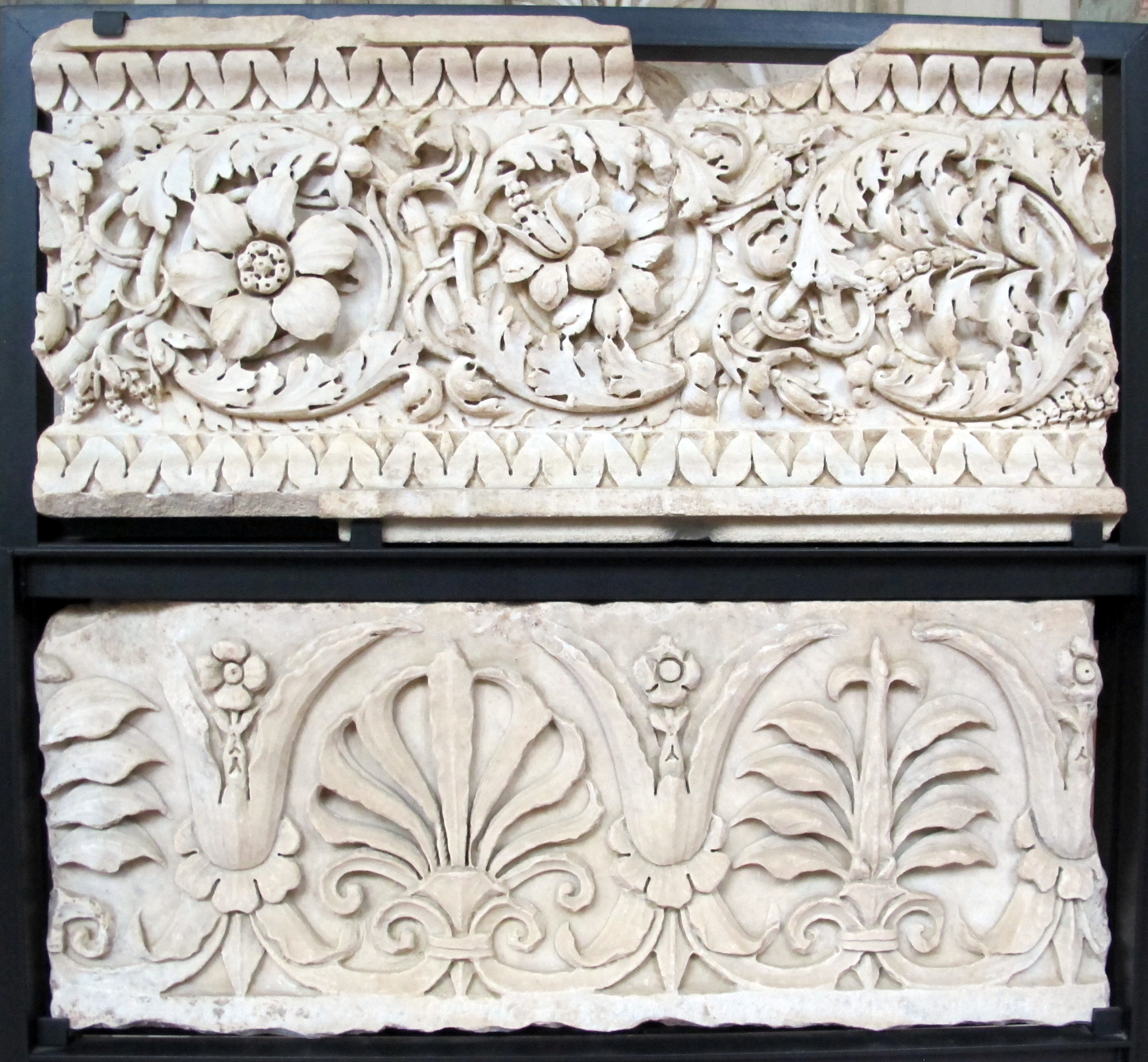
Rinceau fleuri en haut et palmettes en bas, Villa Medicea di Cerreto Guidi.

- Rais de cœur : ornement que l'on taille sur une doucine en forme de feuilles dont le contour est galbé, et qui est à simple ou à double nervure[P 6]. Voir Planche Ire.
- Râpe : espèce de lime à grosse taille servant à finir l'ouvrage[P 6].
- Relief : figures en saillie, taillées sur un fond. Il y a trois sortes de reliefs : le haut-relief, lorsque les figures sont dans les proportions de la nature ; le demi-relief, lorsque les figures sortent à demi-corps du plan et du fond ; et le bas-relief, lorsque les figures ou ornements sont de faible saillie[P 6].
- Réparer : finir avec le ciseau ou la râpe les parties sculptées[P 7].
- Rinceau : branche d'ornement formée de grandes feuilles naturelles ou imaginaires, de fleurons, de graines et boutons prenant naissance d'un culot, servant à décorer une frise, une gorge, le fond d'un panneau, d'un pilastre, etc.[P 7].
- Ripe : outil de fer acéré en forme de ciseau courbé, arrondi et dentelé par le bout, emmanché de bois, et servant à gratter les parties de sculpture[P 7].
- Rondelle : espèce de ciseau rond avec un manche en bois, qui sert à fouiller et à unir les ornements taillés sur les moulures concaves[P 7].
- Rosace : grande rose ou ornement imitant une rose, que l'on sculpte dans les caissons des voûtes et voussures, dans des plafonds d'entablement, sur un tors et dans d'autres parties[P 7]. Voir Planche Ire. Voir Rosette.
- Rudenture ou roseau : ornement en forme de bâton, servant à remplir les cannelures d'une colonne, d'un pilastre, depuis la base jusqu'au premier tiers de sa hauteur[P 7].

## S

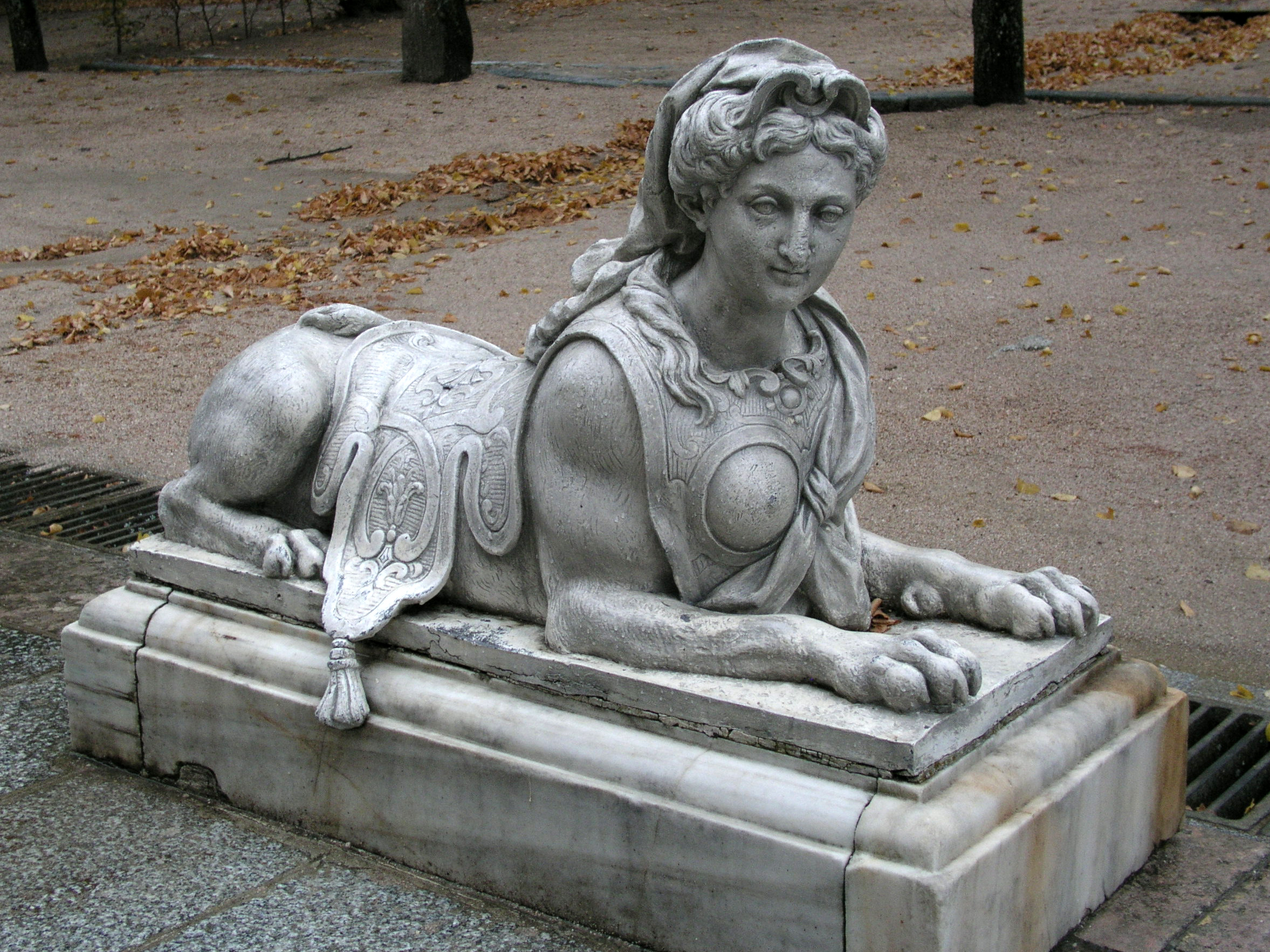
Sphinge, palais royal de la Granja de San Ildefonso.

- Sculpteur : artiste qui, par le moyeu du ciseau, taille le marbre, la pierre, le bois et le plâtre, pour représenter les divers objets de la nature[P 7].
- Sphinge : figure chimérique à tête de femme et corps de lion.
- Sphinx : figure chimérique à tête d'homme et corps de lion[P 7].

## T

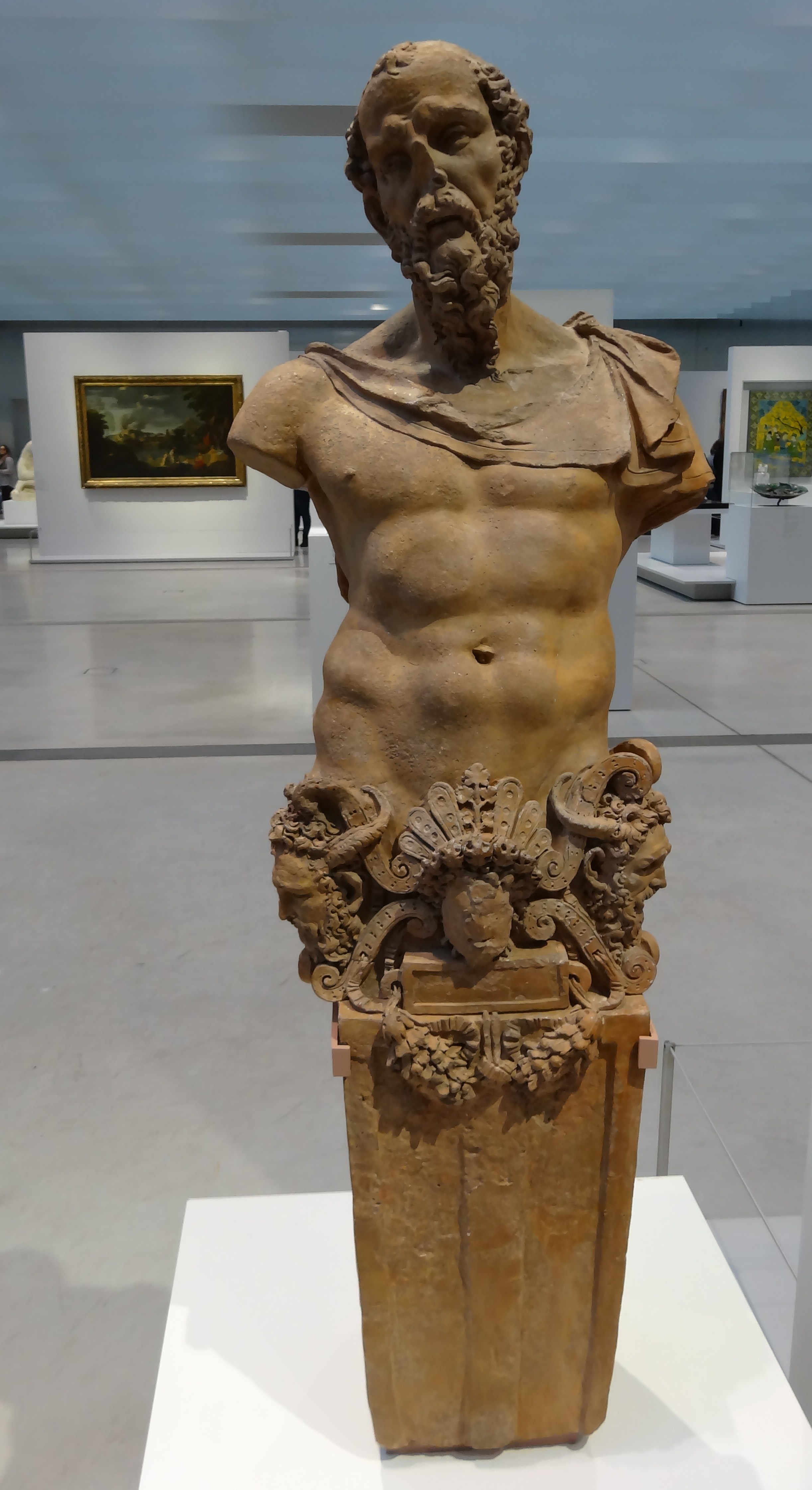
Oiron, terme à figure d'homme barbu (vers 1548-1550), Louvre-Lens.

- Talon ou ébauchoir : outil en fer servant à sculpter les ornements en plâtre[P 7].
- Talon : moulure. Voir Planche Ire
- Terme : statue de figure humaine terminée en gaine par le bas[P 8].
- Tirse : bâton terminé par une pomme de pin, et entouré de pampres de vigues et de feuilles de lierre entrelacées[P 8].
- Torse : corps sans tête, sans bras et sans jambes[P 8].
- Trèfle : ornement imitant la feuille du trèfle des prés, que l'on taille sur un talon[P 8].
- Triglyphe: est un ornement en relief de l'architecture antique qui sépare les métopes dans la frise dorique et qui se compose de deux canaux entiers (glyphes) et de deux demi-canaux (donc trois glyphes).

## V

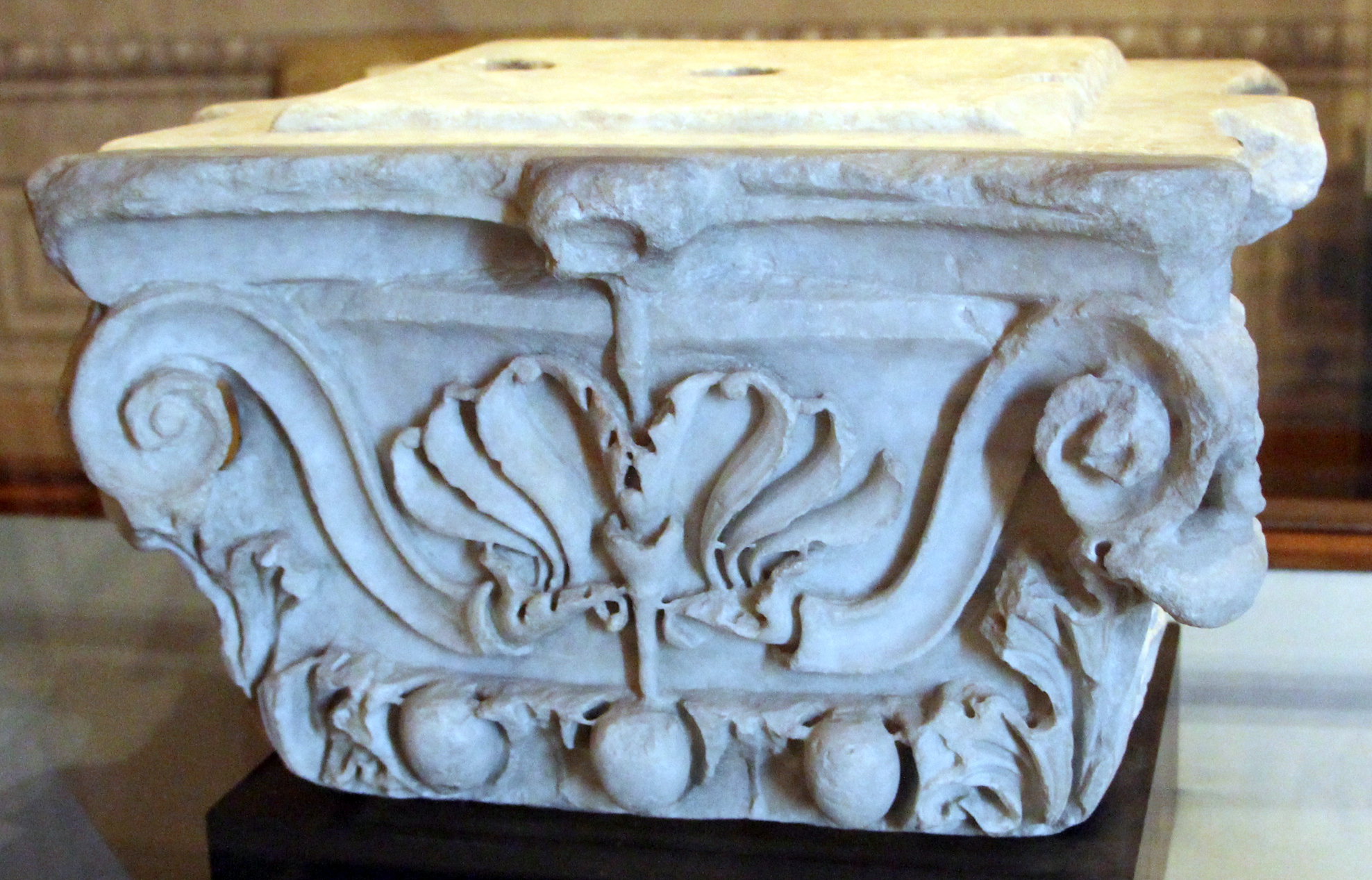
Chapiteau et volute, palmettes à écossas, Villa Medicea di Cerreto Guidi.

- Volute : motif ornemental, constitué par un enroulement en forme de spirales.

## Planches

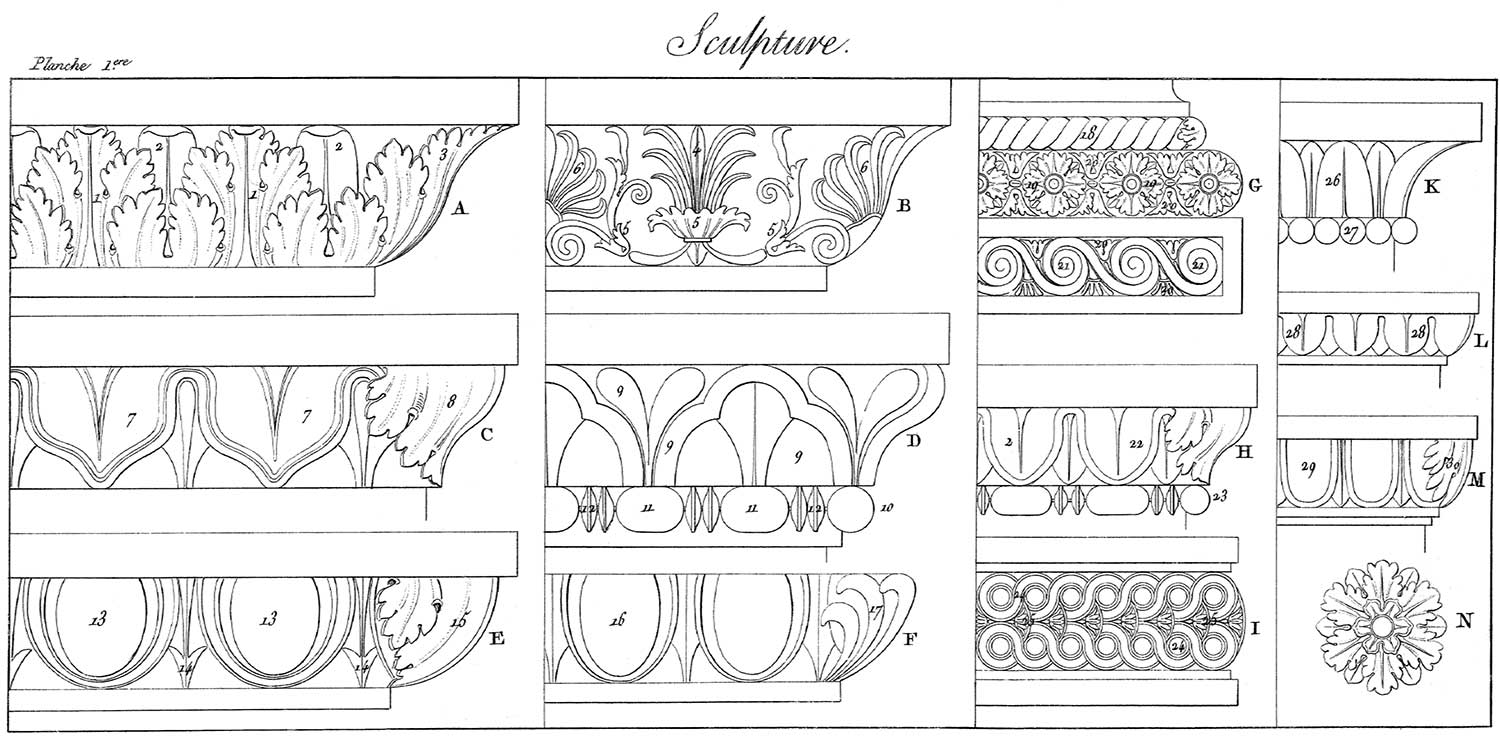
Joseph Morisot, planche de sculptures (1814).

Planches extraite de l'ouvrage Vocabulaires des arts et métiers en ce qui concerne les constructions, faisant suite aux tableaux détaillés des prix de tous les ouvrages de bâtiment, à l'usage des architectes, des ingénieurs, des vérificateurs, des toiseurs, des entrepreneurs, des propriétaires de maisons, et de tous ceux qui peuvent désirer faire bâtir (1814) de Joseph Morisot.
- A : doucine couronné de son filet, sur laquelle sont taillées des feuilles d'acanthe et des feuilles d'eau. 1 : feuille d'acanthe. 2 : feuille d'eau ; feuille d'angle.
- B : doucine sur laquelle sont taillées des palmettes à gousse ou écossas, et des palmettes à culot. 4 : palmette à culot. 5 : culot. 6 : palmette à écossas.
- C : talon sur lequel sont taillés des rais-de-cœur doubles ou nervé. 7 : rais-de cœur. 8 : feuille d'angle.
- D : talon avec baguette sur lequel sont taillés des briquets ou trèfles, et un chapelet à olive et pirouette. 9 : trèfle. 10 : chapelet. 11 : olive. 12 : pirouette.
- E : quart de rond sur lequel sont taillés des oves à double nervures avec dards. 13 : ove. 14 : dard. 15 : feuille d'angle.
- F : quart de rond sur lequel sont taillés des oves simples. 16 : ove. 17 : feuille d'angles à écossas.
- G : base composée d'une baguette, d'un tore et d'un socle, sur lesquels sont des taillés des rosaces avec culots, une cordelière et des postes avec culots. 18 : cordelière. 19 : rosace. 20 : culot. 21 : poste.
- H : talon avec baguette, sur lequel sont taillés des oves feuilles de refend à double filet, et un chapelet à olive et pirouette. 22 : feuille de refend. 23 : chapelet.
- I : entrelacs double avec culots taillés sur une frise bombée. 24 : entrelacs. 25 : culot.
- K : cavet avec filet et baguette, sur lesquels sont taillés des feuilles d'eau et un chapelet à perle. 26 : feuille d'eau. 27 : perle.
- L : quart de rond sur lequel sont taillés des feuilles de refend simples. 28 : feuilles.
- M : quart de rond sur lequel sont taillés des godrons ou canaux. 29 : godron. 30 : feuille d'angle.
- N : rosace.